# Mangueiras (Coronel Fabriciano)
Mangueiras é um bairro do município brasileiro de Coronel Fabriciano, no interior do estado de Minas Gerais. Localiza-se no distrito-sede, estando situado no Setor 3. Segundo o censo demográfico de 2022, realizado pelo Instituto Brasileiro de Geografia e Estatística (IBGE), sua população era de 3 127 habitantes e havia 1 080 domicílios particulares permanentes ocupados.
De acordo com o IBGE, em 2010 a população era de 2 994 habitantes e havia 922 domicílios particulares.

## História e descrição

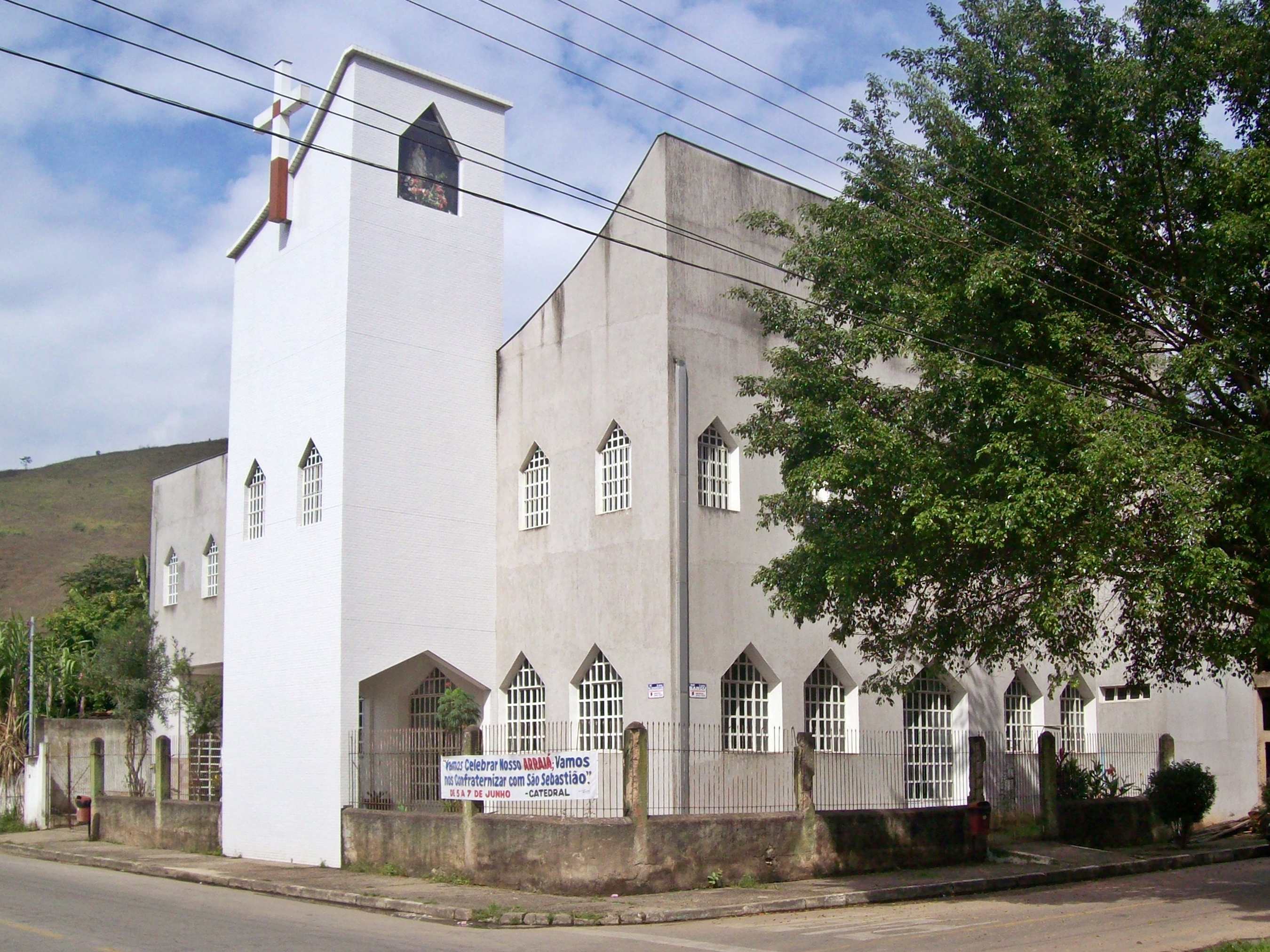
Vista da Igreja Nossa Senhora da Imaculada Conceição

A área onde está situado o atual bairro Mangueiras, assim como as regiões compreendidas pelos atuais Santa Terezinha e Santa Terezinha II, pertencia originalmente ao médico Rubem Siqueira Maia, que fora primeiro prefeito de Coronel Fabriciano. As terras foram loteadas na década de 1960 pela Imobiliária Santa Terezinha, também de propriedade da família Maia, dando origem aos bairros. O nome Mangueiras é uma referência a algumas mangueiras que existiam em um terreno pertencente à prefeitura e que foi usado para a construção da Escola Municipal Vereador Nicanor Ataíde.
Trata-se de um bairro de classe média-baixa, sendo onde está situada a primeira creche municipal da cidade, inaugurada em janeiro de 2011, e a sede do Mangueiras Futebol Clube, um dos principais clubes de futebol amador do município. A Igreja Nossa Senhora da Imaculada Conceição representa a sede da comunidade católica local, subordinada à Paróquia São Sebastião.
A Rua Antônio Mascarenhas conecta o bairro à Avenida Rubem Siqueira Maia e esta o liga, posteriormente, ao Centro de Fabriciano. A Estrada de Ferro Vitória a Minas (EFVM) e a BR-381 cortam o Mangueiras após atravessarem o rio Piracicaba e traçam o limite com o vizinho Ponte Nova. O bairro possui áreas de risco de enchentes nas margens do rio Piracicaba, sendo ocasionalmente afetado por cheias do manancial. Segundo o IBGE, possui uma área considerada como favela e comunidade urbana, denominada Alto Ponte Nova, que tinha 980 habitantes juntamente com o Ponte Nova em 2022.

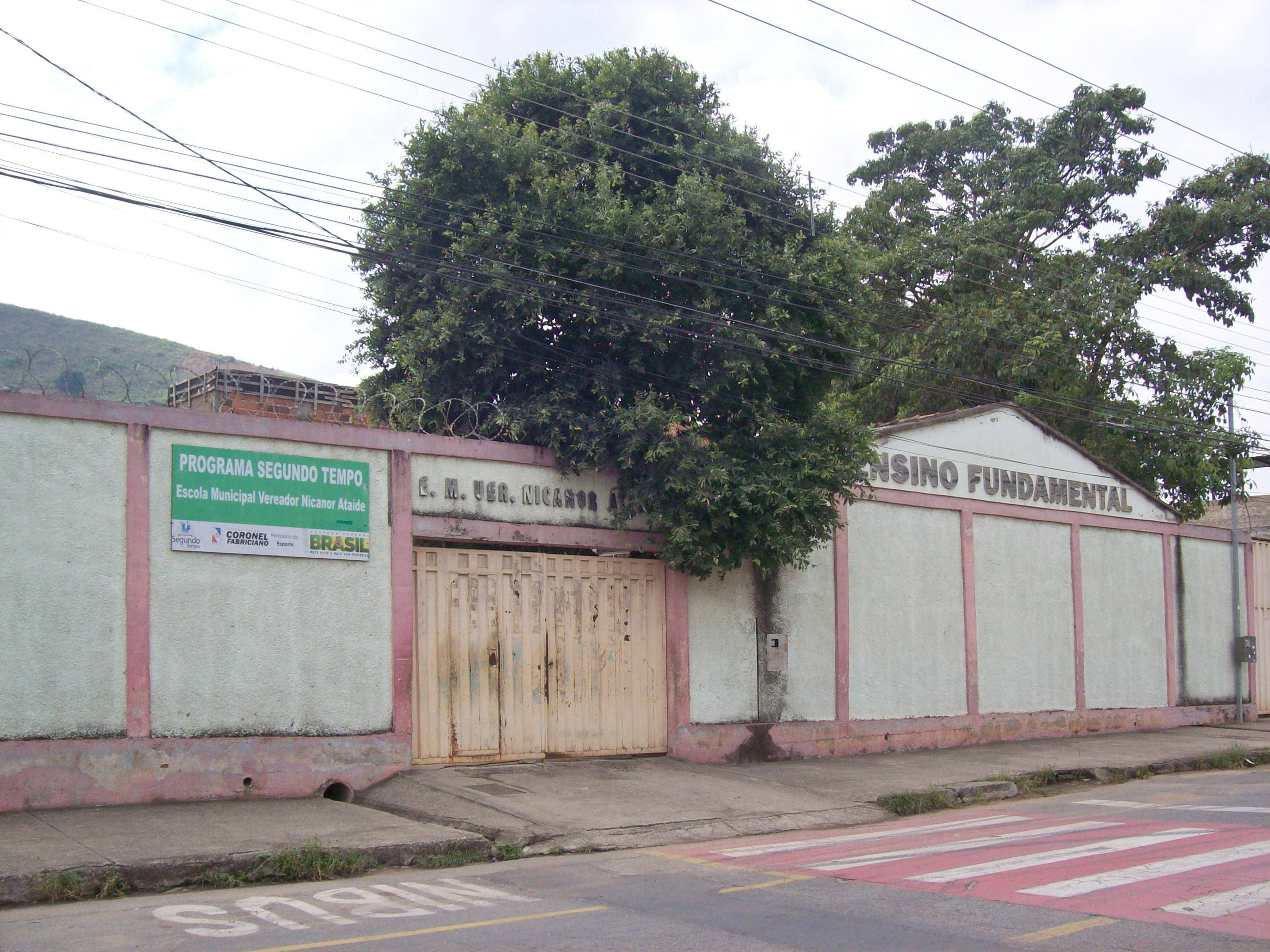
Entrada principal da Escola Municipal Vereador Nicanor Ataíde
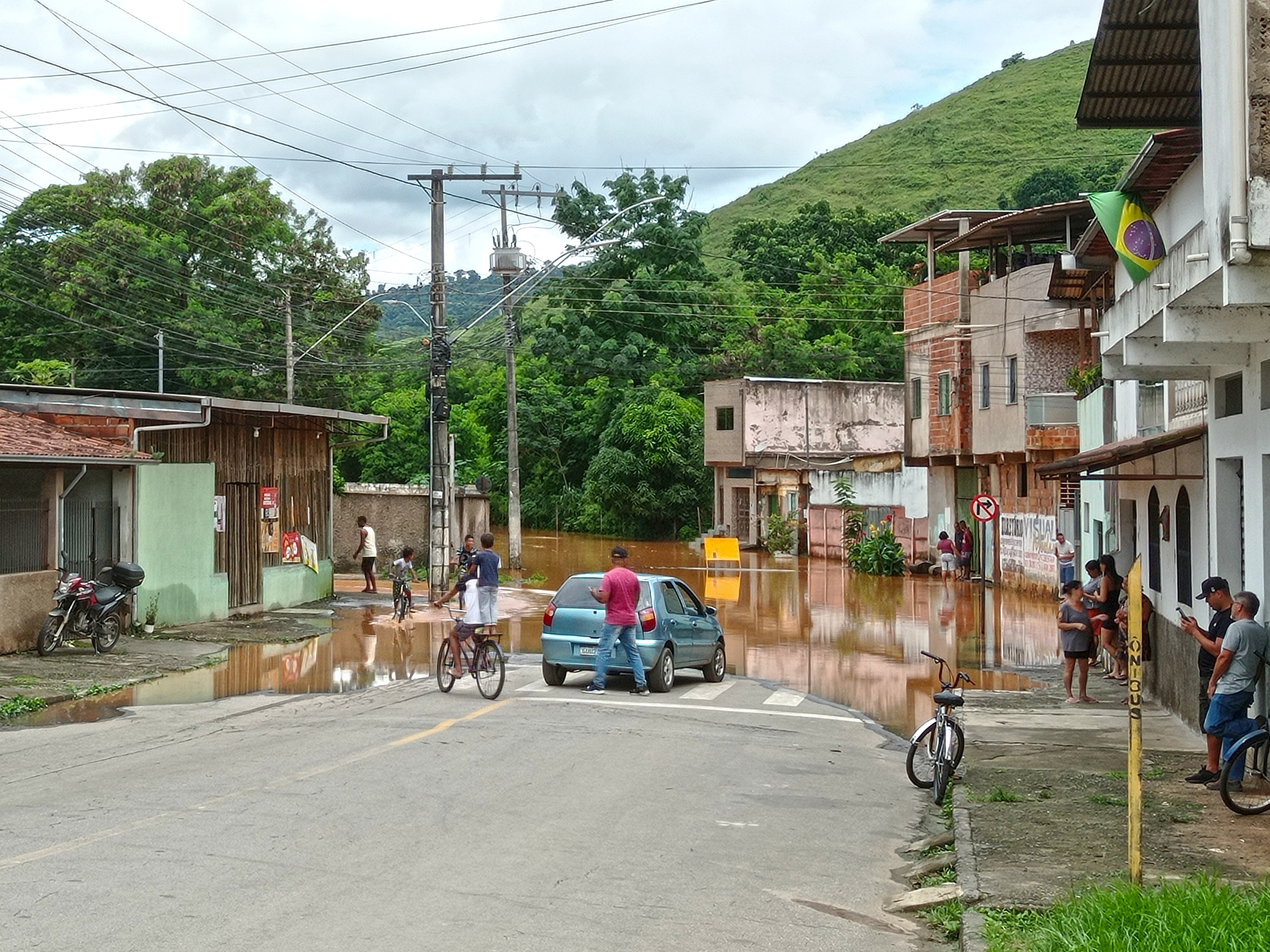
Ruas do bairro alagadas pelo rio Piracicaba após chuvas intensas na região em 2022